# Герберт Геле
Герберт Геле (нім. Herbert Goehle; 4 березня 1878, Крелау — 12 березня 1947, Гоф) — німецький офіцер, контрадмірал крігсмаріне.

## Біографія
7 квітня 1897 року вступив в кайзерліхмаріне. Учасник Першої світової війни, командував з'єднаннями торпедних катерів. 22 червня 1919 року звільнений у відставку. З 1 лютого 1925 року — цивільний співробітник Морського командування, з 1 квітня 1928 року — керівник статистичної групи. 1 жовтня 1933 року відновлений на службі як офіцер земельної оборони і очолив економічний відділ Морського керівництва (з 11 січня 1936 року — ОКМ). 1 травня 1936 року вийшов у відставку. 7 липня 1941 року переданий в розпорядження начальника головного штабу верфей Східних територій. З 1 грудня 1941 року — головний директор військових верфей Ла-Рошелі. 29 лютого 1944 року остаточно звільнений у відставку.

## Звання
- Кадет (7 квітня 1897)
- Морський кадет (27 квітня 1897)
- Фенріх-цур-зее (1 січня 1899)
- Лейтенант-цур-зее (23 вересня 1900)
- Оберлейтенант-цур-зее (15 березня 1902)
- Капітан-лейтенант (9 березня 1907)
- Корветтен-капітан (22 березня 1914)
- Фрегаттен-капітан запасу (22 червня 1919)
- Капітан-цур-зее земельної оборони (1 жовтня 1933)
- Контрадмірал запасу (1 травня 1936)
- Контрадмірал до розпорядження (1 липня 1942)

## Нагороди
- Орден Корони (Пруссія) 4-го класу (28 вересня 1906)
- Орден Червоного орла 4-го класу (19 вересня 1912)
- Залізний хрест 2-го і 1-го класу
- Королівський орден дому Гогенцоллернів, лицарський хрест з мечами (5 червня 1916)
- Хрест «За вислугу років» (Пруссія) (25 років)
- Почесний хрест ветерана війни з мечами
- Хрест Воєнних заслуг 2-го і 1-го класу з мечами